# Lacydonia papillata
Lacydonia papillata är en ringmaskart som beskrevs av Uschakov 1958. Lacydonia papillata ingår i släktet Lacydonia och familjen Lacydoniidae. Inga underarter finns listade i Catalogue of Life.